# Petite Russie
Ne doit pas être confondu avec Petite Russie (Paris).

Formation des frontières de la RSS d'Ukraine
(la petite Russie est surlignée en violet,
le rouge indique la frontière de l'Ukraine autonome en août 1917).

La Petite Russie, ou Petite Rus’ (Mala Rus’ en ukrainien ; Malaya Rus’ ou Malorossiya en russe), est un nom historique de la majorité de l'actuelle Ukraine.
Le terme distingue la région ukrainienne de la « Grande Russie ». Sous l'Empire russe, la Petite Russie — avec la Grande Russie et la Russie blanche (Biélorussie) — est considérée comme faisant partie intégrante de la nation panrusse, ou nation russe trinitaire. Selon ce point de vue, la Petite Russie est habitée par des Petits-Russes (Ukrainiens) qui parlent le « dialecte petit-russe » (la langue ukrainienne).

## Principauté de Galicie-Volhynie
Le nom vient de celui donné au pays par les Byzantins pour l'organisation de l'Église orthodoxe, qui appelaient les parties sud et nord de la Rus' « Petite Russie » et « Grande Russie ». Le siège métropolite de la principauté de Galicie-Volhynie fut créé en 1303 et comportait six éparchies (diocèses orthodoxes) : Galicz (ou Galitch), Peremychl (future Przemyśl), Vladimir (Volhynie), Kholmsk (en polonais : Chełm), Loutsk, Tour (aujourd'hui en Biélorussie). En 1354, le siège métropolite fut transféré à Kyïv[réf. nécessaire].
Le prince de Galicie, Georges II Boleslav, dans une missive adressée au grand maître des chevaliers teutoniques Dietrich von Altenburg, dès le 20 octobre 1335, s'intitulait en latin : dux totius Russiæ Minoris (litt. « duc de toute la Petite Russie »). Il n'hésita pas lui-même à prendre, à l'intérieur de ses terres, le titre de rex Russiæ (« roi de Russie »), ou même de dux et dominus Russiæ (« duc et seigneur de Russie »). Les appellations de Petite et Grande Russie(s) prirent ainsi une tournure officielle[réf. nécessaire].
Le roi de Pologne Casimir III le Grand s'intitulait « roi des Lechs et de Petite Russie ».[réf. nécessaire]
En 1361, le patriarche de Constantinople nomma deux métropolites, l'un en Petite Russie, à Novgorodko[Où ?] et à Galitch, l'autre en Grande Russie, à Vladimir et à Kyïv. Par conséquent le terme de Grande Russie s'appliquait alors à une partie de l'Ukraine actuelle et à une frange de la Russie actuelle. Certains historiographes modernes préfèrent utiliser le terme de Rus de Kiev pour ne pas utiliser celui de Grande Russie, repris plus tard par la Russie impériale [réf. nécessaire] voire poutinienne.
À Constantinople, dès la seconde moitié du XIVe siècle dans les documents du patriarcat œcuménique, une distinction s'établit sur deux parties du territoire de l'ancien État de la Rus' de Kiev. Les territoires gouvernés par les Lituaniens et les territoires gouvernés par les Mongols de la Horde d'or étaient différenciés. Selon l'historien russe Andreï Zoubov, pour la région que les Byzantins comprenaient comme étant la métropole de la Rus' — les régions de Kiev, Tchernihiv, Novhorod-Siverskyï et Pereiaslav —, ils utilisèrent les termes « Petite Russie », (, Mikra Rossia). Pour la zone de peuplement ultérieur, à la périphérie du territoire d'origine des Rus' — la principauté de Vladimir-Souzdal, et plus tard la Rus' moscovite —  ils utilisèrent les termes de « Grande Russie », (Μεγάλη Ῥωσσία, Megalê Rossia). Selon Zoubov, cette terminologie grecque s'apparentait à la distinction classique entre « Petite Grèce » et « Grande Grèce » — le premier est le pays d'où migrent les Grecs (Hellas), le second est l'aire de la colonisation grecque le long des rives de la Mer Noire et en Italie du Sud et Sicile,, —. 
Les termes de Petite Russie ne se rencontrèrent plus par la suite, du XVe à la fin du XVIe siècles, et ne s'utilisèrent que dans le langage d'Église[réf. nécessaire].

## Russie
Le terme de Petite Russie se rencontre dans la correspondance entre le métropolite de Kiev et celui de Moscou, alors que dans les chroniques ou les cartes géographiques, jusqu'à la fin du XVIIe siècle, on ne rencontre que les termes de Russia (en latin) (c'est-à-dire la Rous des historiens), pour désigner l'actuelle Ukraine occidentale. On rencontre aussi les termes de Russie rouge, de Basse-Russie (pour les environs de Jitomir et de Belgorod).
Le nom a été adopté par la Moscovie pour désigner l’Hetmanat cosaque des territoires de la rive gauche du Dniepr lorsqu’ils passèrent sous « protection » russe. Il a ensuite été appliqué à l’actuel(le) Ukraine de la rive droite lorsqu’elle fut conquise sur l’espace polono-lituanien (gouvernement de Petite Russie).
Le titre officiel des tsars russes devint ainsi, à partir de 1654 et dans une traduction littérale : Souverain de toutes les Russies (c'est-à-dire Rus’) : la Grande, la Petite, et la Blanche. Le terme se rencontre depuis de plus en plus fréquemment dans les chroniques, la littérature et les documents officiels et ecclésiastiques.
Alors que l’expression Petite Russie était le nom russe de ce territoire géographique depuis le milieu du XVIIe siècle, le nom moderne d’Ukraine (Oukraïna, Украина) a commencé à être utilisé de différentes façons dès le siècle précédent.
En 1677, on voit apparaître les termes Malorossiskaïa Oukraïna (Малороссийская Украина), qui se traduisent du russe par la « Marche Petite russienne ». Le toponyme « Ukraine » est traduit de la langue russe et y signifie une "marche", une "limite" ; on peut donc interpréter qu' "Ukraine" (Oukraïna) signifie « les Marches » (ou « la Marche ») de l'Empire.

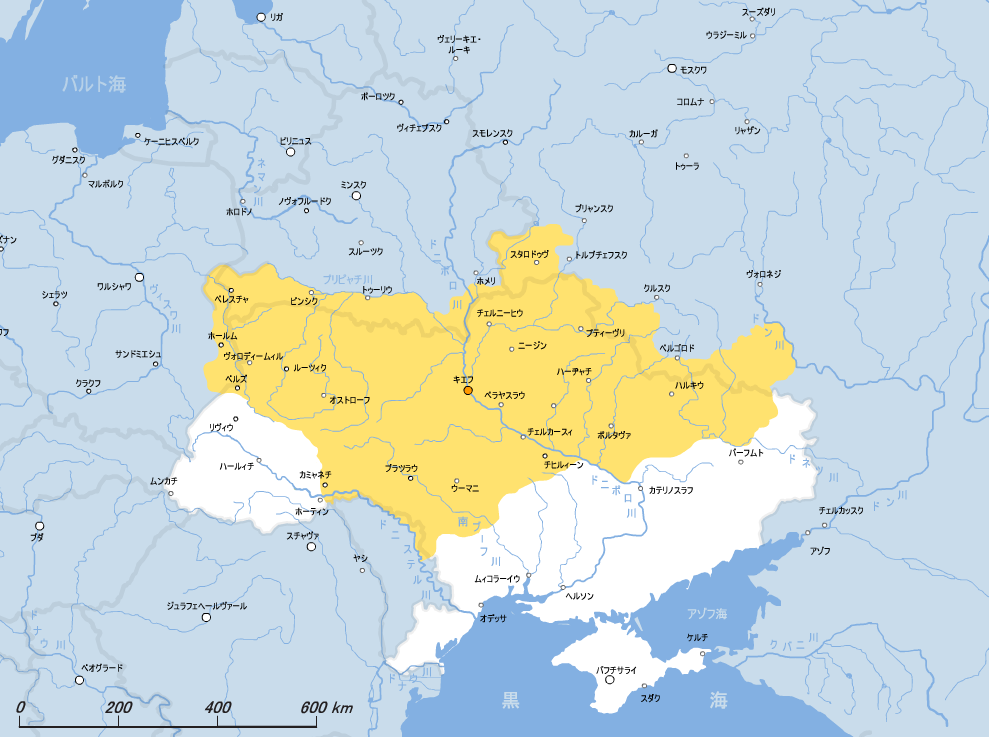
Territoire approximatif de la Petite Russie
(en jaune), à la fin du XVIII.

Le mot Ukraine en tant que nom de nation a été accepté vers la fin du XIXe siècle, lorsque le terme de Petite Russie tomba en désuétude.

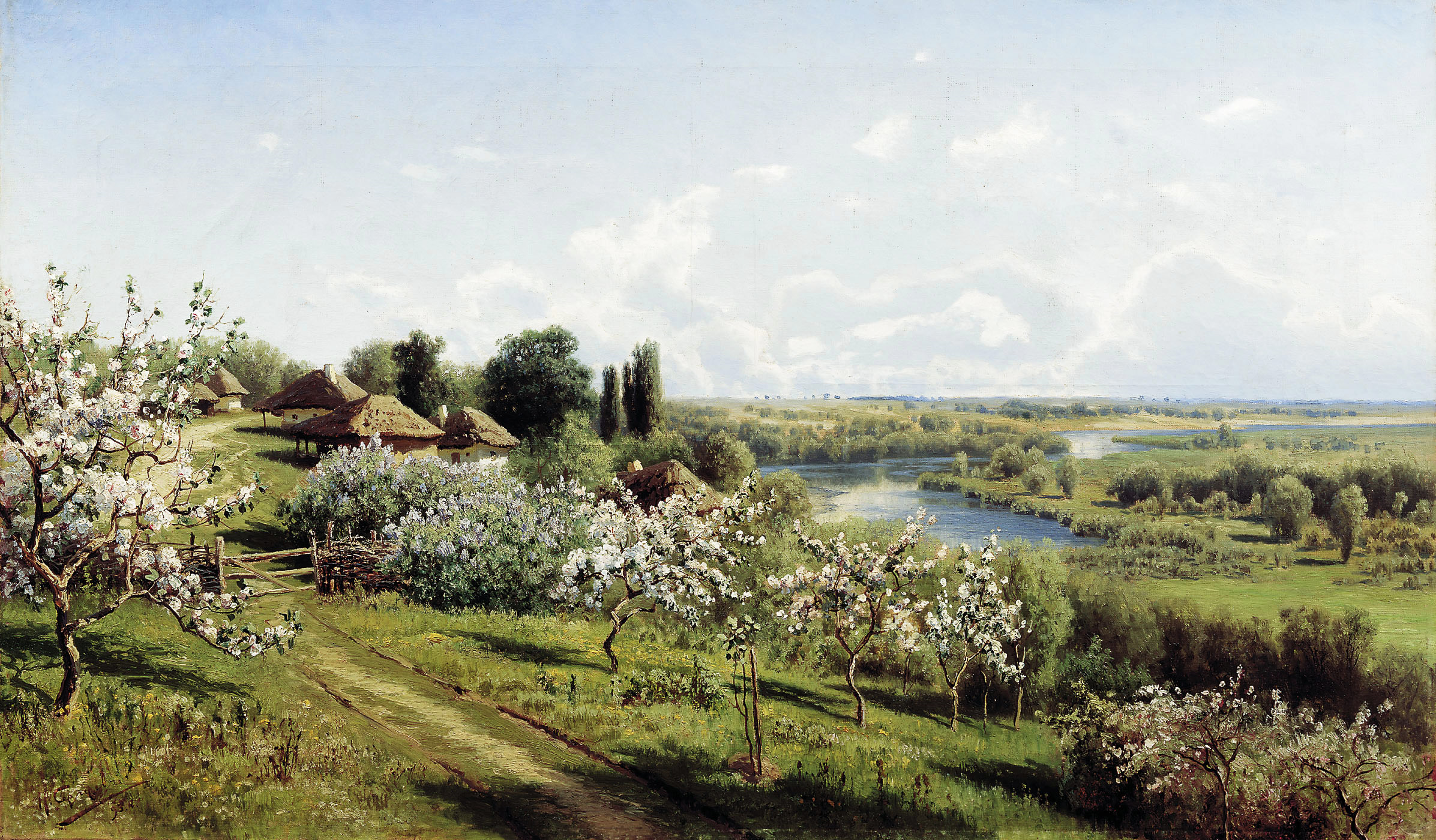
Nikolaï Alexandrovitch Sergueïev,
Pommiers en fleur dans la Petite Russie,
huile sur toile (1895).

## Réintroduction de l'expression «Petite Russie» chez les séparatistes prorusses
Aujourd’hui, de nombreux Ukrainiens considèrent que l'usage moderne de cette expression est offensant, car il implique le déni de l’identité nationale ukrainienne séparée de la Russie.
Une autre interprétation soutient que l'appellation n'est pas offensante, car elle reconnaît surtout que la région est un berceau de la culture russe qui s'est développée ensuite bien loin de ses frontières originelles de la Rus’ ou principauté de Kiev.
Les qualificatifs « petit russien » ou « petit russe » pour la langue ukrainienne, qui suggèrent qu’elle n’est qu’une variante dialectale de langue vieille-russe, et « Petits Russes » pour surnommer les Ukrainiens, sont rejetés par une immense majorité de ces derniers, à l'exception d'une partie des habitants, pro-russes, du sud et de l'est de l'Ukraine. Selon un sondage de juin 2017, 92,6 % des Ukrainiens, même russophones de langue maternelle, se considèrent de nationalité ukrainienne et 5,5 % déclarent être de nationalité russe.
Le 18 juillet 2017, le président de la république populaire de Donetsk Alexandre Zakhartchenko annonce la création — dénuée de toute réalité — d'un État nommé Malorossia.